# 福田眉仙
福田 眉仙（ふくだ びせん、明治8年（1875年）9月5日 - 昭和38年（1963年）10月28日）は、新南画を拓いた画家。

## 経歴
1875年（明治8年）、兵庫県矢野町瓜生（現在の相生市）に生まれる。幼少の頃から絵が巧みで、森光専寺に13歳頃の絵が残されている。後、1894年には京都出身で1890年から東京に在住していた日本画家の久保田米僊、ついで東京美術学校で橋本雅邦に画技、フェノロサによる美学、岡倉天心による「日本美術史」、フェロノサと岡倉天心の師である黒川真頼による有職故実、和文、金工、漆工史等の講義があった。を学ぶ。特にその校長・岡倉天心には人格的に深い影響をうけた。
1898年（明治31年）天心・雅邦が日本美術院を創設すると、横山大観・下村観山・菱田春草らとこれに参加した。
1909年（明治42年）、師天心から託された南画復興を叶えるため、日露戦争後の中国大陸を約3年にわたってスケッチ旅行をした際、峨眉山の壮観さに感銘を受け、号を眉山にしたとされる。
1917年（大正6年）六甲山麓苦楽園に居を移し、長虹画窟を構えた。
1963年（昭和38年）、88歳で死去。
　

## 作風
眉仙の画風は、師岡倉天心から「日本美術院の中で、その性格・筆致が南画にてきしているのは君ひとりだから、衰退している南画を君の手で復興してもらいたい」と激励されたということでもわかるように、南画（文人画）を基調とするものであるが、根底を支えるものは写実主義である。画題・画意によってもっともふさわしい画風を駆使し、「新南画風」とでもいうべき眉仙独自の画境を拓き、日本美術史に独自の足跡をとどめている。

## 代表作
- 「支那三十図巻」 紙本墨画淡彩 全30巻 姫路市立美術館蔵 1917-19年 2年かけて制作した全長200mを超す大作
- 「富士五湖図」 絹本著色 六曲一双 姫路市立美術館蔵 1936年
- 「中国三十図巻」 全30巻 コロンビア大学蔵 1950-58年 湯川秀樹の仲介でコロンビア大学に贈られた全長450mの超大作